# Acrocirrus heterochaetus
Acrocirrus heterochaetus är en ringmaskart som beskrevs av Annenkova 1934. Acrocirrus heterochaetus ingår i släktet Acrocirrus och familjen Acrocirridae. Inga underarter finns listade i Catalogue of Life.